# Patricia Wrightson
Patricia Wrightson OBE (Lismore, Nueva Gales del Sur, Australia, 19 de junio de 1921 - Lismore, 15 de marzo de 2010) fue una escritora australiana de literatura infantil. Su reputación se basó en gran medida en sus títulos de realismo mágico. Sus libros, incluido The Nargun and the Stars (1973), fueron de los primeros libros infantiles australianos que se inspiraron en la mitología aborigen australiana. Sus 27 libros se han publicado en 16 idiomas. Recibió la medalla bienal Hans Christian Andersen en 1986. 

## Biografía
Nació el 19 de junio de 1921 en Lismore, Nueva Gales del Sur. Estudió a través de la Escuela Estatal por Correspondencia para criaturas aisladas y en el St Catherine's College. Murió por "causas naturales" el 15 de marzo de 2010, pocos días después de ingresar en un hospital de Nueva Gales del Sur.

### Trayectoria literaria
Durante la Segunda Guerra Mundial, trabajó en una fábrica de municiones en Sídney. Tras su matrimonio en 1943, trabajó como secretaria y administradora en el Bonalbo District Hospital, de 1946 a 1960, y en la Sydney District Nursing Association, de 1960 a 1964. De 1964 a 1970 fue editora asistente y luego editora de la revista School Magazine, en Sídney, una publicación literaria infantil.  
Escribió 27 libros durante su vida y entrelazó la mitología aborigen australiana en su escritura. A medida que su escritura se desarrolló, el trabajo de Wrightson reveló dos características clave: su uso del folclore aborigen, con su rica fantasía y misterio, y su comprensión de la importancia de la tierra. El autor, editor y académico Mark MacLeod escribió que "Wrightson pensó que sería posible reconciliar las culturas australianas indígenas y no indígenas y crear un nuevo tipo de narrativa pan-australiana, en la que los personajes humanos de ambas culturas eran muy conscientes y influenciado por el mundo metafísico que los australianos indígenas habían conocido durante 60 000 años". Como persona no indígena, el uso de Wrightson de los mitos y leyendas aborígenes en su ficción fue cuestionado por otros escritores.

## Premios y reconocimientos
- El premio bienal Hans Christian Andersen otorgado por la Junta Internacional de Libros para Jóvenes es el reconocimiento profesional más alto disponible para las personas escritoras o ilustradoras de literatura infantil. Wrightson fue finalista del premio de escritura en 1984 y lo ganó en 1986. El ganador de la ilustración ese año fue Robert Ingpen, quien había colaborado con Wrightson en The Nargun and the Stars (1973), su novela de fantasía basada en la mitología aborigen.
- Wrightson fue nombrada oficial de la Orden del Imperio Británico en 1977[4] y ganó la Medalla Dromkeen de Australia en 1984, también por su servicio acumulativo a la literatura infantil.
- Muchos de sus libros fueron preseleccionados para el Premio al Libro Infantil del Año en Australia, que ganó cuatro veces: en 1956 por su novela debut The Crooked Snake, en 1974 por The Nargun and The Stars, en 1978 por The Ice is Coming. y en 1984 para A Little Fear .
- Wrightson ganó en 1982 el premio Ditmar de la Convención Nacional de Ciencia Ficción de Australia  por Behind the Wind, como la mejor obra de ciencia ficción o de fantasía australiana del año.
- La sección de literatura infantil de los premios literarios de la Premier de Nueva Gales del Sur comenzó como un premio único en 1979, pero se redefinió en 1999 para crear el Premio Patricia Wrightson (por escribir para una audiencia de escuela primaria) nombrado en su honor, y el Premio Ethel Turner. (para una audiencia de escuela secundaria).[5]
- Patricia Wrightson recibió un Doctorado Honorario en Letras por la Universidad de Southern Cross en septiembre de 2004.[1]

## Selección de obras
- The Crooked Snake (1955). Winner CBCA Book of the Year: Older Readers 1956.
- The Bunyip Hole (1958). Commended CBCA Book of the Year 1959.
- The Rocks of Honey (1960)
- The Feather Star (1962). Commended CBCA Book of the Year 1963.
- Down to Earth (1965)
- A Racecourse for Andy (1968)
- I Own the Racecourse! (1968). Highly commended CBCA Book of the Year 1969.
- Beneath the Sun: an Australian collection for children (1972)
- An Older Kind of Magic (1972). Highly commended CBA Book of the Year 1973.
- The Nargun and the Stars (1973). Winner CBCA Book of the Year: Older Readers 1974.
- Emu Stew: an illustrated collection of stories and poems for children (1976)
- The Human Experience of Fantasy (1978)
- Night Outside (1979)
- Journey Behind the Wind (1981)
- A Little Fear (1983). Winner CBCA Book of the Year: Older Readers 1984.
- The Haunted Rivers (1983)
- Moon-Dark (1987)
- The Song of Wirrun (1987)
  - The Ice Is Coming (1977). Winner CBCA Book of the Year: Older Readers 1978.
  - The Dark Bright Water (1978)
  - Behind the Wind aka Journey Behind the Wind (1981) Highly commended CBCA Book of the Year 1982.
- Balyet (1989). Shortlist CBCA Book of the Year: Older Readers 1990.
- The Old, Old Ngarang (1989)
- The Sugar-Gum Tree (1991). Shortlist CBCA Book of the Year: Younger Readers 1992.
- Shadows of Time (1994)
- Rattler's Place (1997). Honour Book CBCA Book of the Year: Younger Readers 1998 (in Aussie Bites series)
- The Water Dragons (in Aussie Bites series)